# Frenchman River
Frenchman River är ett vattendrag i Kanada.   Det ligger i provinsen Saskatchewan, i den södra delen av landet, 2 400 km väster om huvudstaden Ottawa.
Trakten runt Frenchman River består i huvudsak av gräsmarker. Trakten runt Frenchman River är nära nog obefolkad, med mindre än två invånare per kvadratkilometer.